# Bruno Ledoux
Pour les articles homonymes, voir Ledoux.
Bruno Ledoux, né 1er octobre 1964, est un homme d'affaires, producteur de cinéma et collectionneur français.
Il est notamment connu comme l'acteur principal du sauvetage du journal Libération. De 2011 à 2014, il est actionnaire de référence, et devient en 2014 président du conseil de surveillance du journal. 
En 2015, il est un des fondateurs et actionnaires minoritaires d'Altice Media Group qui détient les titres de presse Libération, l'Express, l'Expansion, l’Étudiant, la chaine I24news et de nombreux autres médias, au côté de Patrick Drahi. Il est par ailleurs actionnaire de référence du journal Le Nouvel Économiste et Agate Météo, société spécialisée dans les prévisions et expertises météorologiques.
De juillet 2017 à mai 2018, il est l'un des actionnaires de contrôle du club de rugby Biarritz olympique Pays basque.
En 2017, il est le fondateur du réseau national des télévisons locales de France Vià.

## Biographie

### Enfance et formation
Bruno Ledoux est un descendant de Charles Ledoux, fondateur en 1881 de la Société minière et métallurgique de Peñarroya (Metaleurop) et d'Albert Ledoux, représentant personnel du général de Gaulle pour l'Amérique du Sud pendant la Seconde Guerre mondiale,. Il est originaire de Paris.
Après des études secondaires au lycée Saint-Louis-de-Gonzague (Paris, 16e), il suit un cursus math sup et math spé au lycée Janson-de-Sailly (Paris, 16e). Il est ancien élève du Conservatoire national des arts et métiers, diplômé d'une maîtrise de l'université de Paris-Dauphine, et ancien élève de la London School of Economics and Political Science (LSE, Londres) en Master,.

### Carrière professionnelle
Après un premier emploi au sein de l'équipe de gestion de quatre plates-formes en mer du Nord chez Total Oil Marine, la filiale du groupe Total à Londres, Bruno Ledoux revient en France à l'âge de 26 ans et se lance dans l'immobilier.
En 1995, il devient propriétaire du joaillier Técla à Paris.
Fondateur et actionnaire de référence du Groupe Colbert, de 2001 à 2017, il contribue au sein de ce groupe à de nombreuses acquisitions, développements et arbitrage en partenariat avec les principales banques d'affaires mondiales Lehman Brothers, GE Capital, Natixis, ou des acteurs importants tels que Vinci Immobilier, dont de nombreux immeubles dans Paris ou sa proche banlieue, entre autres : les tours Mercuriales à Bagnolet, les tours Whirpool à Suresnes, l'immeuble du siège du journal Libération, 11 rue Béranger à Paris, ou encore le Golf Club de Saint-Tropez doté d'un important domaine résidentiel et hôtelier. 
En 2008, le groupe Colbert constitue l'OPCI Re-novation Amundi Lupa, société foncière réglementée par l'Autorité des marchés financiers (AMF)[réf. souhaitée].
De 2011 à 2014, il devient actionnaire de référence du journal Libération. En février 2014, il est président du conseil de surveillance du journal, en remplacement d'Anne Lauvergeon.
En 2014, il prend le contrôle de 100 % des parts du journal Libération via sa holding personnelle Bruno Ledoux Holding Media (BLHM) afin de sauver le journal de la faillite en s'engageant à investir auprès du tribunal de commerce de Paris la somme de 18 millions d'euros. À cette occasion, il se heurte à l'hostilité des journalistes du quotidien et défend la nécessité de restructurer drastiquement le journal et de concentrer tous les efforts sur le web afin d'en pérenniser l'avenir. Il devient la cible pendant six mois d'une campagne médiatique sans précédent dans les pages du journal, intitulé « Nous sommes un journal ».
En juillet 2014, après avoir nommé Laurent Joffrin et Johan Hufnagel à la tête du journal, il fait entrer à ses côtés au capital de Libération l'homme d'affaires Patrick Drahi à hauteur de 50 %.
À la suite des attentats du 7 janvier 2015 en France, il donne son accord pour accueillir le journal Charlie Hebdo dans les locaux de Libération.
En janvier 2015, il devient actionnaire de référence du journal Le Nouvel Economiste qu'il contribue à sauver de la faillite et président de la nouvelle société éditrice du journal[réf. nécessaire]. Le 11 juin 2015, alors qu'il détenait jusqu'ici 50 % de Libération, il transforme ses actions en une part de « près de 10 % » du capital d'Altice Media Group au côté de Patrick Drahi. Via sa holding BLHM, il investit la somme de 14 millions d'euros dans la nouvelle société.[réf. nécessaire] Altice Media Group, qui chapeaute entre autres Libération, L’Express, le magazine L'Étudiant et la chaine de télévision I24news, pèse plus de 300 millions d'euros de chiffre d'affaires.[réf. nécessaire]
Dans un même temps, il investit dans la presse du surf avec le rachat de Surf Session qu'il sauve de la faillite et entre au capital du Groupe OSR, pour regrouper les titres Surf Session, Surf Report, Beachbrother, Avenue de la Glisse, la régie publicitaire « 24h00.com », Sports Weather et Agate Météo, en vue de créer un groupe média leader dans les sports extrêmes et la météo spécialisée.
Le 17 août 2015, lui et Benjamin Gufflet entrent au capital du club de Rugby du Biarritz olympique Pays basque. En juillet 2017, ils deviennent majoritaires du club via la société A-Team Sports Investsments (ATSI), elle-même contrôlée par la société Bruno Ledoux Holding Média (BLHM)[réf. nécessaire]. En juin 2018, ATSI cède le club au fonds d'investissement hongkongais Gavekal, en contrepartie d'un engagement de ce dernier de conserver au club son identité basque et d'en assurer la pérennité financière.
En janvier 2016, il initie au sein du groupe Colbert un projet de construction de deux tours jumelles de 235 mètres de haut à Suresnes, via le fonds réglementé OPCI Re-novation Amundi Lupa. Les tours, dénommées Erosia, dépassaient de quelques mètres la tour First, l'actuelle plus haute tour de France, et devait permettre la construction de près de 1 000 appartements. En 2018, ce projet considéré par beaucoup comme trop ambitieux est revu à la baisse. C'est finalement un ensemble d'une hauteur de 50 mètres avec plus de 600 logements qui est en cours d'instruction.[réf. souhaitée]
En 2016, il est à l'initiative avec Christophe Musset du Groupe Media du Sud d'un réseau de chaînes de télévisions locales françaises sous le nom générique Vià, auxquelles des chaînes préexistantes ou nouvelles peuvent adhérer gratuitement, en diffusant en contrepartie des programmes communs sur leurs antennes. Pour lancer son projet, il acquiert des parts de la chaîne Télif, émettant en Île-de-France depuis septembre sous le nom viàGrandParis, ainsi que dans les quatre chaines de télévision d'Occitanie TV SUD diffusées à Toulouse, Montpellier, Perpignan et Nîmes, renommée viàOccitanie. En 2018, il participe au sauvetage de la chaine ultramarine ATV, regroupant les chaines locales de Martinique, Guadeloupe et Guyane qui rejoignent le réseau Vià sous la marque ViàATV. Le réseau Vià est inauguré en juillet 2018 avec un regroupement inédit de 22 chaines locales. Des partenariats sont également envisagés avec de nombreux groupes de médias, entre autres la chaîne d'information en continu du Groupe TF1, LCI.
En juillet 2015, après s'être rendu sur le front syrien au milieu des milices kurdes, en pleine période de la bataille de Kobané avec son ami Patrice Franceschi, Bruno Ledoux soutient avec ce dernier la création de l’entité fédérale « autoproclamée » du Rojava, dans le nord et nord-est de la Syrie, en mettant à disposition des locaux à Paris, au 48bis rue de Rivoli, actuelle représentation du Rojava en France, inaugurée le 23 mai 2016.[réf. nécessaire]
En décembre 2017, avec trois autres actionnaires, dont Xavier Niel, il acquiert avec ces derniers 40 % des parts du Nouveau Magazine littéraire.
En novembre 2019, un protocole d'accord est signé entre Bruno Ledoux et Patrick Drahi visant à créer entre BFM et Vià une société commune  nommée BFM-Vià Régions, détenue à 50 % par Altice et 50 % par la holding familiale de Bruno Ledoux, pour regrouper les chaînes locales du groupe Altice (BFM Paris, BFM Lyon et BFM Lille) avec celles de Vià. Cet ensemble qui couvrira un bassin d'audience de près de 40 millions d'habitants vise à fédérer l'ensemble des acteurs médias régionaux soucieux de proximité et offrir une alternative privée à la télévision nationale France 3 Régions. L'opération est finalement annulée par Altice en novembre 2020, à la suite de la crise sanitaire mondiale qui sévit particulièrement en France.
En septembre 2022, la presse informe que le sauvetage de Libération en 2014 est au cœur d’une enquête judiciaire. Bruno Ledoux, actionnaire majoritaire du journal à l’époque, est visé par une enquête préliminaire du parquet national financier (PNF) pour fraude fiscale aggravée et abus de biens sociaux. La justice s’intéresse aux opérations de recapitalisation du quotidien et plus particulièrement à Bruno Ledoux et à son partenaire en affaires, François Moulias ainsi qu'à leurs nombreuses sociétés.

### Vie privée
Bruno Ledoux a été marié à Sonia de Maigret dont il est divorcé depuis 2015. Petite-fille de Michel Poniatowski, ancien ministre de l'Intérieur de Valéry Giscard d'Estaing, elle est la suppléante de Gilles Le Gendre dans la deuxième circonscription de Paris. Ils ont deux filles, Alexia et Olivia.
Il est en couple depuis 2015 avec la chanteuse de jazz libano-américaine, Danielle Rizk.

## Producteur
Bruno Ledoux a également été coproducteur de plusieurs longs-métrages. En 2006, il coproduit le premier film de Maïwenn, Pardonnez-moi, qui reçoit de nombreux prix et deux nominations aux César du cinéma 2007[réf. souhaitée].
En 2008, il fait de même avec Stretch, réalisé par Charles de Meaux, le dernier film de l'acteur américain David Carradine.[réf. souhaitée]
En 2010, il coécrit avec le scénariste Alessandro Camon un film biographique sur la vie de Madame Tussaud. Coproduit avec Stephane Sperry (it), le film est en cours[Quand ?] de développement aux États-Unis[réf. souhaitée].

## Collectionneur et mécène
Propriétaire d'une des plus importantes collections privées mondiales consacrées à la Révolution française et à Napoléon Ier, ainsi que sur les Première et Seconde Guerre mondiale, Bruno Ledoux a acquis la partie sud-orientale du palais du Roi de Rome à Rambouillet, Yvelines, avec pour projet d'y implanter sa collection et de l'ouvrir au public.
Il est également connu pour avoir fait l'acquisition, en 2013, des archives personnelles d'Adolf Hitler prises dans son bunker de la Chancellerie à Berlin, le 25 novembre 1945, par le commandant Raymond Rose, officier du Groupe français du Conseil de contrôle de Berlin. Ces documents, inédits, ont été gardés secrètement par Martin Bormann dans une des antichambres des profondeurs de la chancellerie du Reich détruite par les bombes, en opposition à la volonté d'Hitler de les détruire. Ils relatent heure par heure la fameuse tentative de coup d’État de Hermann Goering (le « télégramme Göring ») du 23 avril 1945 pour prendre le contrôle du IIIe Reich, quelques jours à peine avant le suicide d'Hitler et la fin de la Seconde guerre mondiale.
Il s'agit des seuls documents connus, annotés et signés de la main de Hitler (à l'exclusion de son testament) récupérés dans le bunker malgré ses ordres absolus de destruction de tout document portant sa signature. Ils témoignent de la présence française au cœur même du centre de commandement du pays déchu dans les tout premiers jours qui ont suivi la bataille de Berlin. Ces documents sont publiés en exclusivité par Le Figaro le 26 juillet 2013.
En 2014, il acquiert le château d'Ilbarritz, construit sur la commune Bidart près de Biarritz par le baron Albert de l'Espée et laissé à l'abandon depuis un demi-siècle, pour créer un lieu ouvert au public avec le concours du designer Ora-ïto.
Il a également acquis en 2002 aux enchères le manuscrit original de la chanson La Javanaise de Serge Gainsbourg.[réf. nécessaire] ainsi qu'en 2017 le manuscrit original de premier jet de La Vie en rose d'Édith Piaf, détenu auparavant par Yves Montand.[réf. souhaitée]
Il est par ailleurs associé à l'une des fondations privées du prince Charles[réf. nécessaire].
En janvier 2018, les éditions du Seuil publient un ouvrage intitulé Napoléon Intime, les trésors de la collection Bruno Ledoux (également publié aux éditions Abrams Books aux États-Unis).
En 2015, Bruno Ledoux découvre dans une vente aux enchères en Allemagne un lot d'enregistrements des années 40 dont il se porte acquéreur. Les bandes contiennent les enregistrements secrets des discussions et négociations qui se sont tenues dans le wagon de l'Armistice à Compiègne, dans la clairière de Rethondes, le 22 juin 1940. Dans une boite en fer, sous la forme de 45 disques d'époque épais, en aluminium, ces enregistrements, gravés sur une seule face et en un seul et unique exemplaire, sont pris à l'insu des français sur ordre personnel d'Hitler. Le gouvernement du Reich, rassuré ensuite sur le fait qu'il pourrait entretenir avec la France une Collaboration, les disques furent remis au Maréchal Pétain, une fois l'Armistice signé, sous la forme d'une copie unique à l'administration de la Radiodiffusion nationale, établissement public contrôlé par la présidence du Conseil et régissant l'audiovisuel public français de 1939 à 1945.
Probablement emportés en Allemagne juste avant la Libération et disparus depuis cette date, ces enregistrements, inconnus des historiens, ont été présentés dans un documentaire diffusé le 3 février 2019 par France Télévisions. Seuls quelques courts extraits furent diffusés par le passé, à partir de la copie des enregistrements détenus par les Allemands, conservée aux archives fédérales. La copie de Pétain contenant l'intégralité des enregistrements secrets pris à l'insu des français dans le wagon de Rethondes sera offerte par Bruno Ledoux à l'État français afin qu'elle puisse être sauvegardée aux Archives nationales.

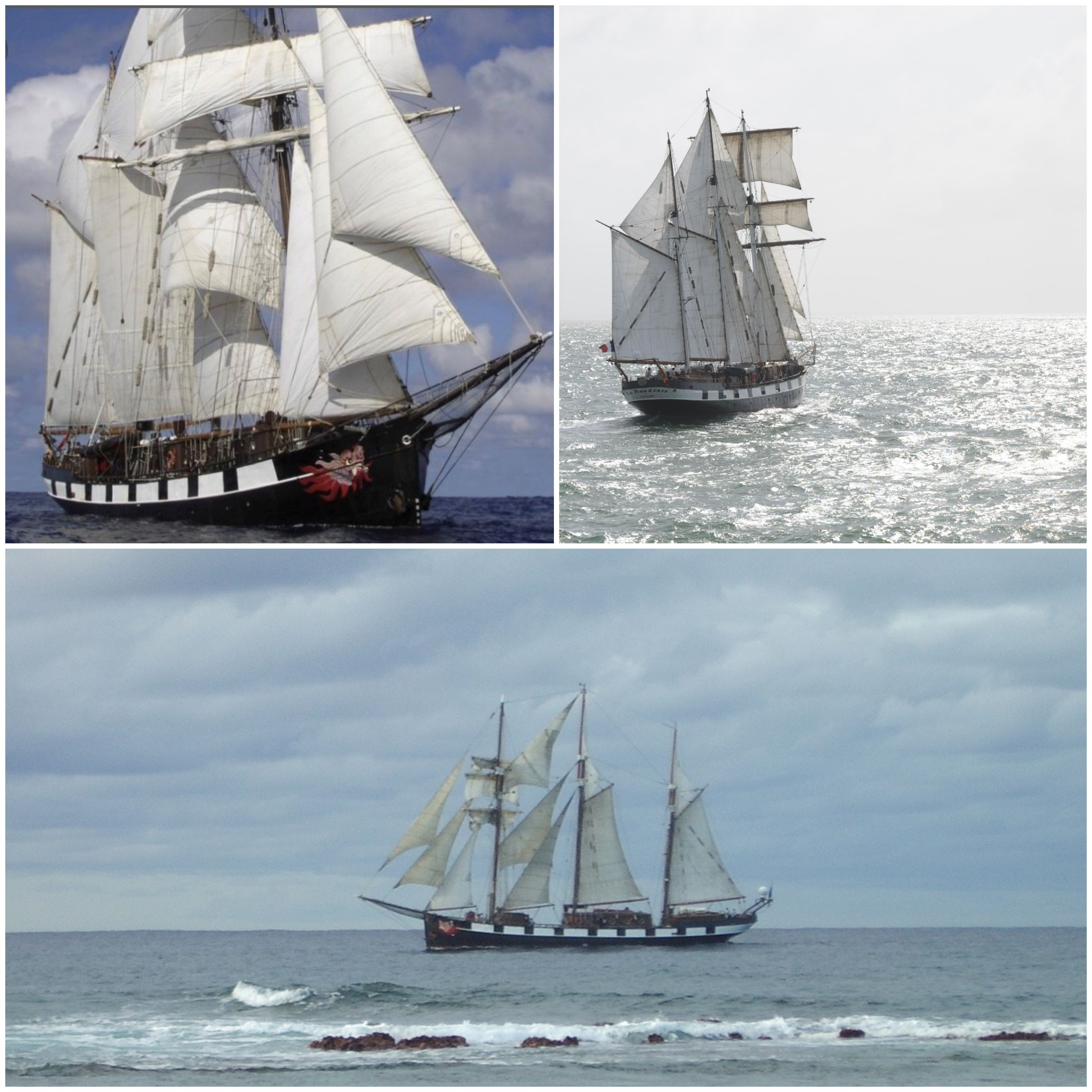
Le trois-mâts La Boudeuse.

## Voyages et expéditions
Bruno Ledoux a participé à de nombreuses expéditions, notamment en 2006 au cœur de la forêt primaire au milieu des tribus Pygmées Aka, à la frontière de la Centrafrique et du Congo, et, en 2008, dans la jungle d'Irian Jaya, partie indonésienne de la Nouvelle-Guinée, à la rencontre des tribus Papous ; puis en 2010, à 6 000 mètres d'altitude, au seuil de l'Everest.
C'est dans cet esprit qu'il reprend le trois-mâts goélette d'exploration La Boudeuse, dont le capitaine est Patrice Franceschi afin de monter un projet avec la jeunesse de France.[réf. nécessaire]
Il est également membre du Cercle du Bois de Boulogne à Paris[réf. souhaitée].